# 파니스 카테르얀나키스
테오파니스 "파니스" 카테르얀나키스(그리스어: Θεοφάνης "Φάνης" Κατεργιαννάκης, 1974년 2월 16일, 테살로니키 필라이아 ~)는 은퇴한 그리스의 축구 선수로, 골키퍼로 활약했었다.

## 클럽 경력

### 에트니코스 필라이아
카테르얀나키스는 인근 마을 트라시아를 연고로 하는 에트니코스 필라이아 유소년팀에서 축구를 시작했다. 1992-93 시즌, 에트니코스 필라이아와 카테르얀나키스 수문장은 훌륭한 시즌을 보내 델타 에트니키에 진출했다. 카테르얀나키스는 아리스로부터 제의를 받았고, 테살로니키는 거부하기 어려운 제의를 냈다.

### 아리스
1994년 여름, 카테르얀나키스는 아리스와 계약했고, 그는 1997-98 시즌에 주전 골키퍼로 최고의 시즌을 보냈고, 알파 에트니키 승격에 성공했다. 그 다음 시즌 그는 아리스의 UEFA컵 진출에 공헌했고, 그리스 득점왕 데미스 니콜라이디스의 페널티킥을 선방하기도 했다. 2002년 1월 27일, 올림피아코스와 아리스간의 경기에서, 카테르얀나키스는 스텔리오스 얀나코풀로스, 알렉산드로스 알렉산드리스, 프레드라그 조르제비치, 크리스티앙 카랑뵈와 같은 선수들의 슛을 수 차례 선방해냈다. 테살로니키 클럽은 피레아스 적지에서 1-0 승리를 일구어냈고, 이 경기는 올림피아코스가 이 시즌 알파 에트니키를 우승하는 과정에 패한 유일한 경기로, 이 경기 후로 몇 팀들은 카테르얀나키스 유치전을 벌이기도 했다.

### 올림피아코스
2002년 여름, 올림피아코스는 카테르얀나키스와 2년 계약했고, 디미트리오스 엘레프테로풀로스의 백업이 되었다. 카테르얀나키스는 2002-03 시즌에 올림피아코스와 알파 에트니키를 우승했고, 디미트리오스 엘레프테로풀로스와의 문지기 경쟁 도중 파나티나이코스와의 라이벌전에서 부상을 당했다. 카테르얀나키스는 주전직을 잡아 팀의 알파 에트니키 7연패에 일조해, UEFA 챔피언스리그에 진출시켰고, 또다른 라이벌 AEK와의 그리스 컵 결승전에 진출했다. 다음 시즌, 올레흐 프로타소우 감독은 카테르얀나키스와 디미트리오스 엘레프테로풀로스 모두 올림피아코스 1군의 값진 골키퍼라고 치켜올렸다. 오토 레하겔 감독은 그를 그리스 국가대표팀 수문장으로 차출시켰다.

### 칼리아리
그리스 선수단이 UEFA 유로 2004에서 우승을 거둔 후, 올림피아코스는 전설적인 문지기 안토니오스 니코폴리디스의 영입을 결정지었다. 두 골키퍼 사이에 입지가 줄은 디미트리오스 엘레프테로풀로스는 이탈리아 클럽 메시나로 이적하였고, 카테르얀나키스는 또다른 이탈리아 클럽인 세리에 A의 칼리아리와 계약했다. 세리에 A 초대 우승팀으로 명성이 높은 팀이었다. 카테르얀나키스는 칼리아리에서 다비드 수아소와 전설적인 이탈리아의 스타 잔프랑코 촐라와 함께 칼리아리에서 최고의 시즌을 보냈다.

### 세비야
카테르얀나키스는 세리에 A에서의 만 1년도 안되어 안토니오스 니코폴리디스와 코스타스 할키아스에 내준 그리스 국가대표팀 수문장 자리를 차지하겠다고 결심했고, 디나모 모스크바의 제의를 거절한 후, 세비야와 계약했다. 그러나, 그는 이곳에서 출장 기회를 잡지 못했고, 다른 골키퍼 두명에 밀렸다.

### 이라클리스
2005년 여름, 카테르얀나키스는 이탈리아의 주세페 시뇨리와 같은 유명 선수들을 영입한 이라클리스와 2년 계약을 맺었다. 카테르얀나키스는 UEFA 유로 2004를 같이 우승했던 게오르요스 게오르야디스를 이곳에서 만났다. 그 해에, 이라클리스는 알파 에트니키를 4위로 마감해 UEFA컵에 진출했다.

### 카발라
2008년 여름, 카테르얀나키스는 풋볼 리그의 카발라와 계약했고, 팀이 아트로미토스, PAS 얀니나에 이어 3위를 차지해 수페르리가에 10년만에 승격하게 도왔다. 카테르얀나키스는 훌륭한 활약을 펼치는 골키퍼로 거듭났고, 2008-09 시즌에 골을 덜 실점했다. 2009년 여름, 그는 카발라에서 그리스 국가대표팀 일원으로 UEFA 유로 2004를 같이 우승했던 또다른 선수이자 2009-10 시즌의 수페르리가 엘라다를 앞두고 팀에 새로 영입된 바실리스 라키스와 함께하게 되었다.
2010년 2월 17일, 카테르얀나키스는 카발라와의 6년만에 파니오니오스를 넘어 그리스 컵 준결승전에 올랐다. 카발라는 카테르얀나키스가 프로 선수로 데뷔했던 아리스와 준결승전에서 격돌했다. 카테르얀나키스는 카발라와 2009-10 수페르리가에서 6위를 차지했다. 2011년 1월 16일, 파나티나이코스와의 스피로스 루이스 원정경기에서 69분에 하비에르 로페스 바예호를 대신했고, 이 곳은 2번째로 많은 출장을 기록한 클럽이 되었다. 카테르얀나키스는 키프로스 축구 클럽인 아노르토시스의 관심을 받았으나, 현 소속팀 카발라가 전 국가대표 골키퍼의 이적을 거절했다. 2011년 여름, 카테르얀나키스와 카발라는 계약을 3년만에 끝내기로 결정했고, 카발라는 아리스에 이어 가장 많은 출장을 기록한 클럽이 되었다.

## 국가대표팀 경력
그는 1999년 11월, 불가리아전에서 그리스 수문장 안토니오스 니코폴리디스와 교체되어 그리스 국가대표팀 데뷔전을 치렀다. 카테르얀나키스는 포르투갈에서 열린 UEFA 유로 2004에서 우승을 거둔 그리스 선수단에 안토니오스 니코폴리디스와 코스타스 할키아스와 함께 이름을 올렸다.

## 수상

### 클럽
아리스
- 풋볼 리그: 1994-95

올림피아코스
- 수페르리가 엘라다: 2002-03

### 국가대표팀
그리스
- UEFA 유럽 축구 선수권 대회: 2004

### 개인
- 베타 에트니키 최우수 골키퍼: 2008-09